# Parti vert (Royaume-Uni)
Le Parti vert est un parti politique britannique créé en 1973. En 1990, il s'est scindé en trois partis distincts :
- le Parti vert de l'Angleterre et du pays de Galles,
- le Parti vert écossais,
- le Parti vert en Irlande du Nord.

## Résultats électoraux

### Élections générales britanniques
| Année        | Voix   | %   | Mandats |
| ------------ | ------ | --- | ------- |
| février 1974 | 4 576  | 0,0 | 0 / 635 |
| octobre 1974 | 1 996  | 0,0 | 0 / 635 |
| 1979         | 39 918 | 0,1 | 0 / 635 |
| 1983         | 54 299 | 0,2 | 0 / 650 |
| 1987         | 89 753 | 0,3 | 0 / 650 |